# مدال داروین

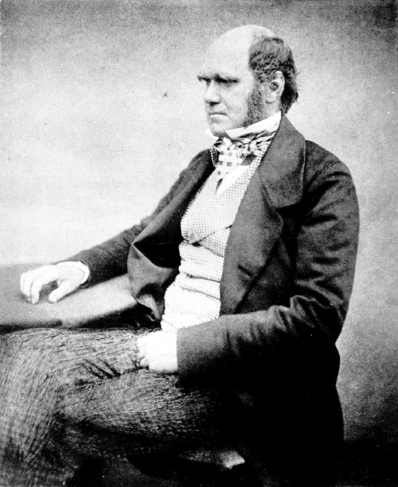
چارلز داروین که جایزه به نام اوست.

مدال داروین هر دو سال یکبار از سوی انجمن سلطنتی انگلستان برای «کارهای متمایز تأیید شده در رشتهٔ زیست‌شناسی و زمینه‌هایی که چارلز داروین در آن کار می‌کرد، به ویژه فرگشت، زیست‌شناسی جمعیت، زیست‌شناسی ارگانیسمی و تنوع زیستی» داده می‌شود. این جایزه اولین بار در سال ۱۸۹۰ اعطا شد. این جایزه به یاد داروین درست شد و الان همراه آن جایزه نقدی ۲۰۰۰ پوندی هم داده می‌شود. (همانند سال ۲۰۱۶)
از زمان شروع اهدا جایزه تاکنون بیش از ۶۰ نفر از جمله: فرانسیس داروین پسر چارلز داروین و دو زن و شوهر، جک و یولندا هسلاپ-هریسون در سال ۱۹۸۲ و پیتر و رزماری گرنت در سال ۲۰۰۲، این مدال را دریافت کرده‌اند. اولین مدال به آلفرد راسل والاس داده شد که زیست‌شناس و طبیعی‌دانی برجسته بود و به‌طور مستقل نظریه فرگشت بوسیله انتخاب طبیعی را گسترش داد.

## فهرست تعدادی از برندگان
منبع: انجمن سلطنتی
| سال  | نام                    | دلیل دریافت جایزه |
| ---- | ---------------------- | --- |
| ۱۸۹۰ | آلفرد راسل والاس       | ' برای ارائه نظریه مستقل خود در مورد منشأ گونه‌ها با انتخاب طبیعی. ' |
| ۱۸۹۲ | جوزف دالتون هوکر       | 'به خاطر سهم مهم او در پیشرفت گیاه‌شناسی سیستماتیک، همان‌طور که در کتابهای «گیاهان عمومی» و «فهرست گیاهان» تأیید شده‌است؛ و بویژه به خاطر ارتباط نزدیک و همکاری‌اش با آقای داروین در مطالعات اولیه‌اش در مورد منشأ گونه‌ها' |
| ۱۸۹۴ | توماس هنری هاکسلی      | 'به خاطر پژوهش‌هایش در کالبدشناسی تطبیقی، و به خاطر مشارکت صمیمانه‌اش با آقای داروین در «منشأ گونه‌ها».' |
| ۱۸۹۶ | جووانی باتیستا گراسی   | 'به خاطر پژوهش‌هایش بر روی تاریخ زندگی و جوامع موریانگان، و کار روی روابط توسعه بین Leptocephalus و مار ماهی معمولی و دیگر .'                                                                                          |
| ۱۸۹۸ | کارل پیرسون            | 'به خاطر کارش روی رفتار کمی مسائل زیستی.' |
| ۱۹۰۰ | ارنست هکل              | 'برای کار طولانی مدت و بسیار مهم خود در جانورشناسی که در تمام آن از روحیه داروینیسم الهام گرفته‌است.' |
| ۱۹۰۲ | فرانسیس گالتون         | 'به خاطر مشارکت‌های متعدداش در مطالعه دقیق وراثت و دگرگونی که در «نابغه ارثی»، «میراث طبیعی» و دیگر نوشته‌هایش بیان شده‌است.'                                                                                            |
| ۱۹۰۴ | ویلیام باتسون          | 'به خاطر مشارکت‌های مهمش در نظریه فرگشت ارگانیک بوسیلهٔ پژوهش‌هایش روی دگرگونی و وراثت .' |
| ۱۹۰۶ | هوگو د فریس            | 'بخاطر اهمیت و گستردگی پژوهش‌های تجربی او در ژنتیک و دگرگونی.' |
| ۱۹۰۸ | آوگوست وایسمان         | ' به خاطر خدمات برجستهٔ او در حمایت از دکترین فرگشت با استفاده از انتخاب طبیعی.' |
| ۱۹۱۰ | رولند تریمن            | 'به خاطر پژوهشهای بیونومیک‌اش در آفریقای جنوبی، که بخش بزرگی از آن حاصل مکاتبه با داروین بود.' |
| ۱۹۱۲ | فرانسیس داروین         | 'به خاطر کارش در پیوند با چارلز داروین، و پژوهش‌هایش در فیزیولوژی سبزیجات.' |
| ۱۹۱۴ | ادوارد بگنال پولتن     | ' به خاطر پژوهش‌هایش بر روی وراثت.' |
| ۱۹۱۶ | ایو دلاژ               | 'به خاطر پژوهش‌هایش در رشته جانورشناسی و زیست‌شناسی.' |
| ۱۹۱۸ | هنری فرفیلد آزبورن     | 'به خاطر پژوهش‌های ارزنده‌اش درریخت‌شناسی و دیرینه‌شناسی مهره‌داران.' |
| ۱۹۲۰ | رولند بیفن             | 'به خاطر کار او روی اصول علمی و کاربردی اصلاح نباتات.' |
| ۱۹۲۲ | رجینالد پانت           | 'به خاطر پژوهش‌های او در علم ژنتیک.' |
| ۱۹۲۴ | توماس هانت مورگان      | 'به خاطر کار ارزشمندش در رشته جانورشناسی بویژه پژوهش‌هایش در وراثت و زیست‌شناسی یاخته‌ای.' |
| ۱۹۲۶ | داکینفیلد هنری اسکات   | 'به خاطر مشارکت‌هایش در رشته دیرین‌گیاه‌شناسی، به ویژه در رابطه با مرحله زغال سنگ.' |
| ۱۹۲۸ | لئونارد کاکین          | 'به خاطر اهمیت مشارکت‌هایش در گیاه‌شناسی اکولوژیکی.' |
| ۱۹۳۰ | یوهانس اشمیت           | ' به خاطر کار طولانی و سفرهای اکتشافی‌اش در اقیانوس‌نگاری، و به خاطر مطالعات ژنتیکی بر روی حیوانات و گیاهان.' |
| ۱۹۳۲ | کارل اریچ کورنس        | 'به عنوان یکی از سه کاشف مستقل انتشارات مندل، و به خاطر پژوهش‌های برجسته‌اش در رشته ژنتیک.' |
| ۱۹۳۴ | آلبرت چارلز سوارد      | 'به رسمیت شناختن کار او به عنوان دیرین‌گیاه‌شناس.' |
| ۱۹۳۶ | ادگار جانسون آلن       | ' به خاطر کار طولانی ادامه‌دارش برای پیشرفت زیست‌شناسی دریایی، نه تنها با پژوهش‌های خودش، بلکه به خاطر تأثیر زیادی که در پژوهش‌های بسیار متعددی در پلیموت داشت. »'                                                        |
| ۱۹۳۸ | فردریک اورپن باوئر     | 'In recognition of his work of acknowledged distinction in the field in which Darwin himself laboured.' |
| ۱۹۴۰ | جیمز پیتر هیل          | 'به خاطر مشارکت‌هایش جهت یافتن راه‌حلی برای مسائل بین گروه‌های اصلی پستانداران و روی تبارزایش تاریخ پستانداران نخستین پایه، موضوعی که چارلز داروین خودش به آن بسیار علاقه‌مند بود.'                                       |
| ۱۹۴۲ | دیوید مردیت سیرز واتسن | 'به خاطرپژوهش‌هایش روی ماهی‌های اولیه و دوزیستان که موجب پیشرفت زیاد دانش فرگشت در مورد حیوانات این گروه‌ها شد.' |
| ۱۹۴۴ | جان استنلی گاردینر     | 'به خاطر کارش بر روی آب‌سنگ مرجانی و ارگانیسم‌های مرتبط با این زیستگاه‌ها.' |
| ۱۹۴۶ | دارسی تامپسون          | 'به خاطر مشارکت‌های برجسته‌اش در توسعه زیست‌شناسی.' |
| ۱۹۴۸ | رانلد فیشر             | 'به خاطر مشارکت‌های برجسته‌اش در نظریه انتخاب طبیعی، مفهوم پیچیده ژن و سیر تکاملی تغییر شکل آن.' |
| ۱۹۵۰ | فلیکس یوجین فریچ       | 'به خاطر مشارکت‌های برجسته‌اش در رشته جلبک‌شناسی.' |